# Babbitt (lega)
La lega di metallo Babbitt o metallo di Babbitt o anche in lingua inglese bearing metal, è una lega metallica inventata da Isaac Babbitt nel 1839 a Taunton (Massachusetts). Rese pubblica solo una delle invenzioni e altre le lasciò segreto industriale. Altre formulazioni vennero sviluppate in seguito. Come altri termini l'eponimo ha preso piede nel linguaggio comune (come motore diesel o tromba di Eustachio). Viene anche chiamato "metallo bianco", per le formulazioni successive.
Il Babbitt è usato comunemente come rivestimento superficiale, ma l’utilizzo originario era per la fusione-in situ per cuscinetti. Il Babbitt ha elevate resistenza al grippaggio. È leggero e malleabile, apparentemente non adatto ai carichi possibili che vi possono essere su dei cuscinetti, ma la struttura cristallina lo rende un composito metal matrix. Questo crea una lega autolubrificante.

## Leghe Babbitt
| Nome commerciale | ASTM Grado | Commenti                                                      | Sn       | Pb        | Cu      | Sb        | As      | oth. | Deformazione, psiD (MPa) | Deformazione, psiD (MPa) | Limite di elasticità apparente di Johnson psi (MPa)E | Limite di elasticità apparente di Johnson psi (MPa)E | Punto di fusione °F (°C) | Temperatura di colata Temp °F (°C) |
| Nome commerciale | ASTM Grado | Commenti                                                      | Sn       | Pb        | Cu      | Sb        | As      | oth. | 20 °C (68 °F)            | 100 °C (212 °F)          | 20 °C (68 °F)                                        | 100 °C (212 °F)                                      | Punto di fusione °F (°C) | Temperatura di colata Temp °F (°C) |
| ---------------- | ---------- | ------------------------------------------------------------- | -------- | --------- | ------- | --------- | ------- | ---- | ------------------------ | ------------------------ | ---------------------------------------------------- | ---------------------------------------------------- | ------------------------ | ---------------------------------- |
| No. 1            | 1          |                                                               | 90–92    | ≤ 0.35    | 4–5     | 4–5       |         |      | 4400 (30.3)              | 2650 (18.3)              | 2450 (16.9)                                          | 1050 (7.2)                                           | 433 (223)                | 825 (441)                          |
| Nickel Genuine   | 2          | Il più comune, standard industriale per riporto su cuscinetti | 88–90    | ≤ 0.35    | 3–4     | 7–8       |         |      | 6100 (42.0)              | 3000 (20.6)              | 3350 (23.1)                                          | 1100 (7.6)                                           | 466 (241)                | 795 (424)                          |
| Super Tough      | 3          |                                                               | 83–85    | ≤ 0.35    | 7.5–8.5 | 7.5–8.5   |         |      | 6600 (45.5)              | 3150 (21.7)              | 5350 (36.9)                                          | 1300 (9.0)                                           | 464 (240)                | 915 (491)                          |
| Grade 4          | 4          |                                                               | 74–76    | 9.3–10.7  | 2.5–3.5 | 11–13     |         |      |                          |                          |                                                      |                                                      |                          |                                    |
| Grade 11         | 11         |                                                               | 86–89    | ≤ 0.35    | 5–6.5   | 6–7.5     |         |      |                          |                          |                                                      |                                                      |                          |                                    |
| Heavy Pressure   | 7          |                                                               | 9.3–10.7 | 72.5–76.5 |         | 14–16     | 0.3–0.6 |      | 3550 (24.5)              | 1600 (11.0)              | 2500 (17.2)                                          | 1350 (9.3)                                           | 464 (240)                | 640 (338)                          |
| Royal            | 8          |                                                               | 4.5–5.5  | 77.9–81.2 |         | 14–16     | 0.3–0.6 |      | 3400 (23.4)              | 1750 (12.1)              | 2650 (18.3)                                          | 1200 (8.3)                                           | 459 (237)                | 645 (341)                          |
| Grade 13         | 13         |                                                               | 5.5–6.5  | 82.5–85   |         | 9.5–10.5  | ≤ 0.25  |      |                          |                          |                                                      |                                                      |                          |                                    |
| Durite           | 15         |                                                               | 0.8–1.2  | 79.9–83.9 |         | 14.5–17.5 | 0.8–1.4 |      |                          |                          |                                                      |                                                      |                          |                                    |

| D I valori del limite di snervamento sono stati ricavati dalle curve sforzo-deformazione, a deformazione dello 0,125% della lunghezza di riferimento [6]                   |
| E Il limite elastico apparente di Johnson è preso come tensione unitaria nel punto in cui la pendenza della tangente alla curva è 2/3 volte la sua pendenza in origine [6] |

## Eco-Babbitt
Eco-Babbitt è una lega di 90% Sn, 7% Zn, 3% Cu che tecnicamente non è un metallo Babbitt.